# (6823) 1988 ED1
(6823) 1988 ED1 — астероїд головного поясу.
Тіссеранів параметр щодо Юпітера — 3,359.